# Palau Falguera
El Palau Falguera és un antiga casa senyorial situada a Sant Feliu de Llobregat, catalogada com a bé cultural d'interès local. Es va mantenir en mans dels Falguera fins a finals del segle xix, quan va passar al marquès de Castellbell, títol successivament en mans dels Amat, els Càrcer i els Vilallonga, i actualment és un equipament públic que allotja l'escola de música i el departament de cultura.

## Història
El 1636, el mercader barceloní Jaume de Falguera i Domènech (1585-1639) va adquirir al pagès de Sant Feliu Jaume Rovira dues cases contigües que són l'origen de l'actual palau. A la segona meitat del segle xviii, el conjunt ja tenia una sola façana pel costat del Camí Ral, que unia les dues cases inicials, i s'hi havien construït cinc cases més pel costat nord i quatre més al costat sud, la darrera de les quals estava enretirada de la línia del carrer. Cap al 1870, Josepa de Falguera i de Pastors (1794-1881) hi va emprendre una gran reforma, incorporant les cinc cases construïdes durant el segle xviii i fent construir una nova façana al llac. També es va planificar el jardí, que es podia contemplar des de la gran terrassa del palau.
L'any 1890, el seu net Joaquim de Càrcer i d'Amat (1835-1923), marquès de Castellbell, va fer construir l'oratori que es troba a la part exterior al lloc on hi havia hagut unes construccions auxiliars. El 1911, va aconseguir disposar de la resta de les cases que va fer enderrocar, ampliant el jardí i posant una porta de ferro a la cantonada, deixant la paret sud de l'oratori al descobert.
La següent reforma va ser realitzada a partir del 1924 per la marquesa Maria Dolors de Càrcer i de Ros (1867-1936), que hi va fer una sèrie d'obres per tal que la casa recuperés el seu aspecte senyorial després d'un període d'un cert abandó. Va modificar la coberta i va aixecar el sostre de les golfes, obra que va permetre multiplicar les habitacions del segon pis. També es van fer restaurar les pintures i les habitacions principals.
Durant la Guerra Civil va ser la seu del PSUC, de la UGT i de la Col·lectiva de Paletes.
Fins a l'any 1988 va continuar essent propietat del marquès de Castellbell, i el 1995, la finca fou adquirida per l'Ajuntament de Sant Feliu de Llobregat, essent reformada per l'arquitecte Lluís Cuspinera per tal de convertir-lo en un equipament cultural públic.

## Descripció

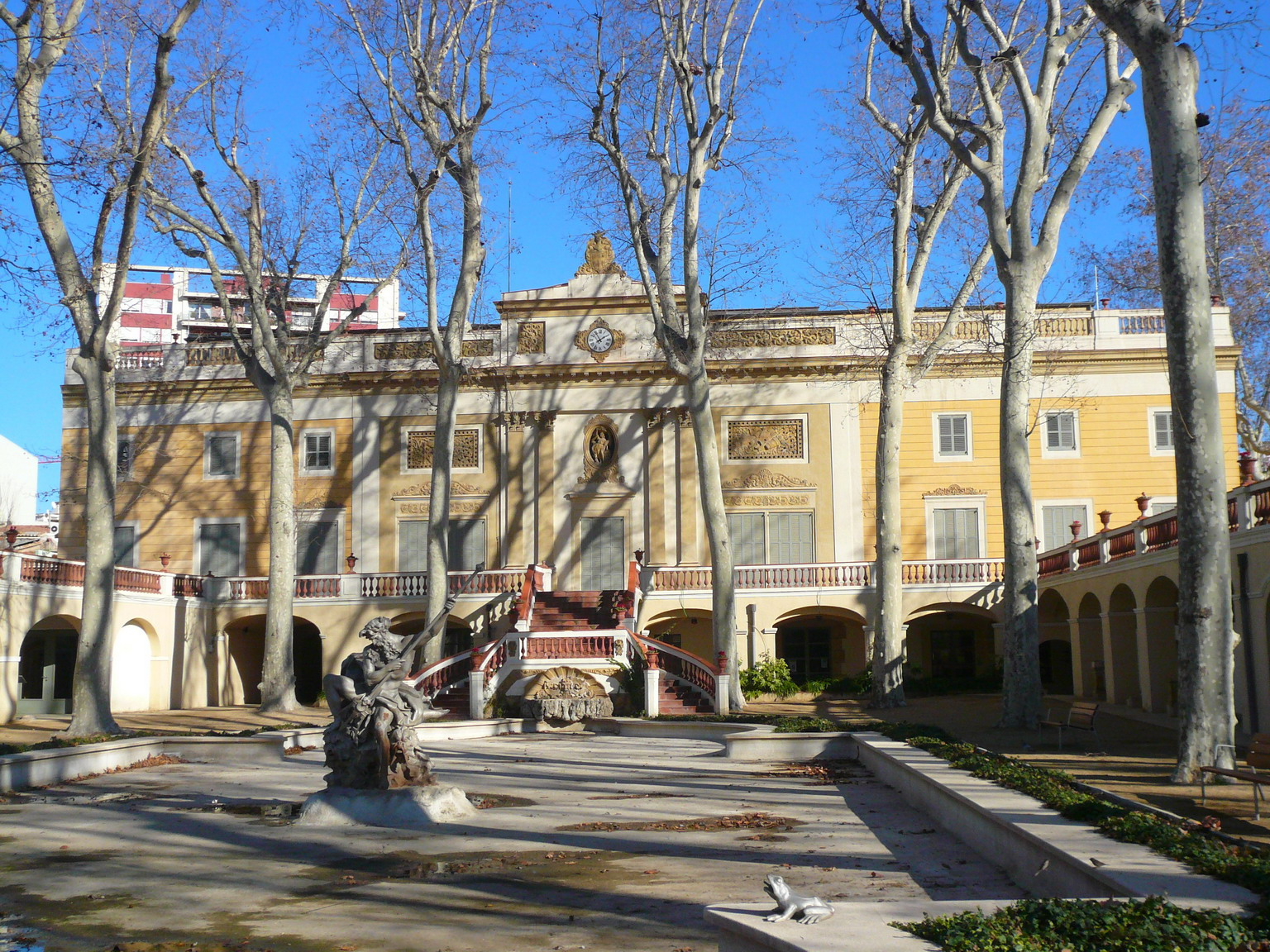
Façana principal i estany

El palau té una superfície de 2.800 m² i està envoltat d'uns extensos jardins. La façana principal, que s'obre al jardí, és d'estil eclèctic amb barreja d'elements neoclàssics amb altres de terracota, que representen l'horta, el jardí, l'abundància mentre que sobre les portes i a les sanefes, s'hi poden observar motius vegetals.
S'estructura de forma simètrica entorn d'un cos central més alt on hi ha el rellotge, coronat amb l'escut dels Falguera. Decoren la façana quatre pilastres amb capitell compost que flanquegen la porta, damunt la qual hi ha una fornícula ovalada amb una figura de dona que representa l'Abundància.